# Sangam-dong
Sangam-dong (koreanska: 상암동) är en stadsdel i stadsdistriktet Mapo-gu i Sydkoreas huvudstad Seoul.
Parkområdet World Cup Park ligger till större delen i Sangam-dong.